# Monegrillo (kommunhuvudort)
Monegrillo är en kommunhuvudort i Spanien.   Den ligger i provinsen Provincia de Zaragoza och regionen Aragonien, i den nordöstra delen av landet, 300 km öster om huvudstaden Madrid. Monegrillo ligger 433 meter över havet och antalet invånare är 516.
Terrängen runt Monegrillo är platt söderut, men norrut är den kuperad. Runt Monegrillo är det mycket glesbefolkat, med 5 invånare per kvadratkilometer. Närmaste större samhälle är Pina de Ebro, 19,2 km sydväst om Monegrillo. Trakten runt Monegrillo består till största delen av jordbruksmark.